# طيران موريشيوس
طيران موريشيوس المحدودة تدير عملياتها تحت اسم طيران موريشيوس، هي الناقل الوطني لدولة موريشيوس، ويقع مقرها في العاصمة بور لويس وتتخد من مطار سير سيووساغور رامغولام الدولي مقراً لها، وتعتبر رابع أكبر شركة طيران في دول أفريقيا ما دون الصحراء الكبرى.

## شؤون الشركة
واجهة الشركة الإفلاس في 22 أبريل 2020 بعد فيروس كورونا حيث كان من المستحيل على شركة الطيران الوفاء بالتزاماتها المالية في المستقبل القريب. كان للوباء تأثير كبير على إيرادات الشركة أثناء سعيها لتغيير شكل أعمالها لمعالجة المشاكل المالية الحالية.

### اتجاهات الشركة
الاتجاهات الرئيسية لشركة طيران موريشيوس خلال السنوات الأخيرة موضحة أدناه (كما في السنة المنتهية في 31 مارس):
|                               | 2007  | 2008  | 2009  | 2010  | 2011  | 2012   | 2013   | 2014  | 2015   | 2016  | 2017  | 2018  | 2019   |
| ----------------------------- | ----- | ----- | ----- | ----- | ----- | ------ | ------ | ----- | ------ | ----- | ----- | ----- | ------ |
| حجم الأرباح                   | 414.2 | 448.1 | 445.6 | 371.7 | 436.0 | 453.2  | 452.1  | 461.5 | 465.7  | 488.3 | 494.8 | 514.3 | 499.8  |
| صافي الربح (اليورو)           | -6.7  | 17.0  | -85.5 | -6.0  | 10.3  | -29.4  | -2.5   | 8.5   | -22.9  | 16.5  | 26.9  | 4.9   | -28.0  |
| عدد الركاب (بالآلاف)          | 1,177 | 1,311 | 1,192 | 1,133 | 1,295 | 1,325  | 1,297  | 1,330 | 1,370  | 1,499 | 1,603 | 1,695 | 1,724  |
| عدد الطائرات (في نهاية العام) | 12    | 12    | 12    | 12    | 12    | 12     | 12     | 12    | 12     | 13    | 13    | 15    | 12     |
| ملاحظة                        | [ 5 ] | [ 6 ] | [ 7 ] | [ 8 ] | [ 9 ] | [ 10 ] | [ 11 ] |       | [ 12 ] |       |       |       | [ 13 ] |

### الخلافات
كانت شركة طيران موريشيوس محور فضيحة سياسية ومالية عُرفت باسم قضية كيس نوار. حوكم العديد من كبار أعضاء إدارتها نتيجة للتحقيق الذي استمر من عام 2001 إلى عام 2015 بمن فيهم جيرار تياك والسير هاري تيرفينجادوم وآخرين. وسجن جيرار تياك.

## الوجهات
وقعت شركة النقل في سبتمبر 2015 اتفاقية تعاون مع طيران أوسترال وطيران مدغشقر وطيران سيشل وإنتير ليس التي أسست تحالف فانيليا الذي يهدف إلى تحسين الخدمات الجوية بين أعضاء لجنة المحيط الهندي.
تقدم شركة طيران موريشيوس 22 وجهة في أكتوبر 2018 من مركزها في مطار سير سيووساغور رامغولام الدولي، ثلاثة منها محلية.

### اتفاقيات الرمز المشترك
أبرمت شركة طيران موريشيوس اتفاقيات مشاركة بالرمز مع شركات الطيران التالية:
- طيران أوسترال
- الخطوط الجوية الفرنسية
- طيران الهند
- طيران مدغشقر
- طيران الإمارات
- خطوط هونغ كونغ الجوية
- الخطوط الجوية الكينية
- الخطوط الجوية الماليزية
- الخطوط الجوية السنغافورية[20]
- خطوط جنوب أفريقيا الجوية
- خطوط فيرجن أستراليا الجوية

### برنامج المسافر الدائم
يُطلق على برنامج المسافر الدائم لشركة طيران موريشيوس اسم Kestrelflyer، والذي يقدم حسابات فضية وذهبية.

## الأسطول

### الأسطول الحالي
اعتبارًا من ديسمبر 2021، يحوي أسطول طيران موريشيوس يحتوي على الطائرات التالية:
| الطائرة            | في الخدمة | مطلوبة | الركاب       | الركاب   | الركاب  | ملاحظات |  |
| الطائرة            | في الخدمة | مطلوبة | رجال الأعمال | السياحية | المجموع | ملاحظات |  |
| ------------------ | --------- | ------ | ------------ | -------- | ------- | ------- |  |
| إيرباص إيه 330 نيو | 2         | —      | 28           | 260      | 288     |         |  |
| إيرباص إيه 350     | 4         | 2      | 28           | 298      | 326     |         |  |
| إيه تي آر 72       | 3         | —      | —            | 72       | 72      |         |  |
| المجموع            | 9         | 2      |              |          |         |         |  |

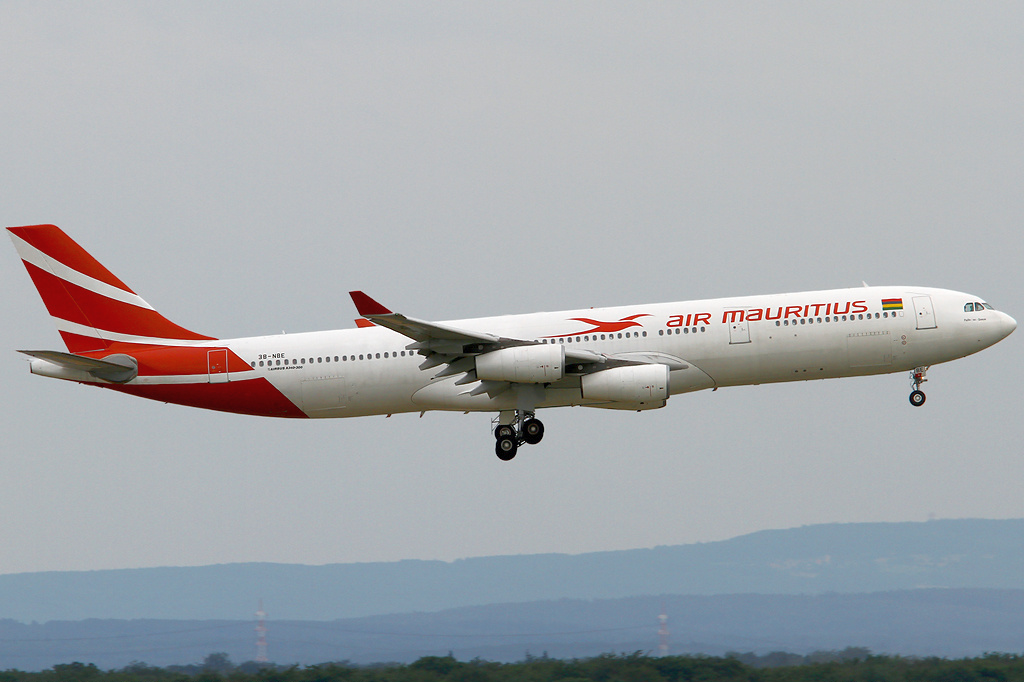
طائرة إيرباص إيه 340-300 تحط في مطار فرانكفورت.

تشغل الشركة أيضًا طائرتي هليكوبتر من طراز بيل 206.

### الأسطول التاريخي
شغل طيران موريشيوس الطائرات السابقة:
- إيرباص إيه 320
- إيرباص إيه 330
- إيرباص إيه 340
- إيه تي آر 42[26]
- إيه تي آر 42[26]
- بوينغ 707[27]
- بوينغ 707[28]
- بوينغ 737[29]:880
- بوينغ 747 أس بي[27]
- بوينغ 747
- بوينغ 767[30][31]
- بوينغ 767
- دي هافيلاند كندا دي إتش سي 6 توين أوتر[32]:1131[29]:880
- لوكهيد إل-1011 تراي ستار